# Bramel

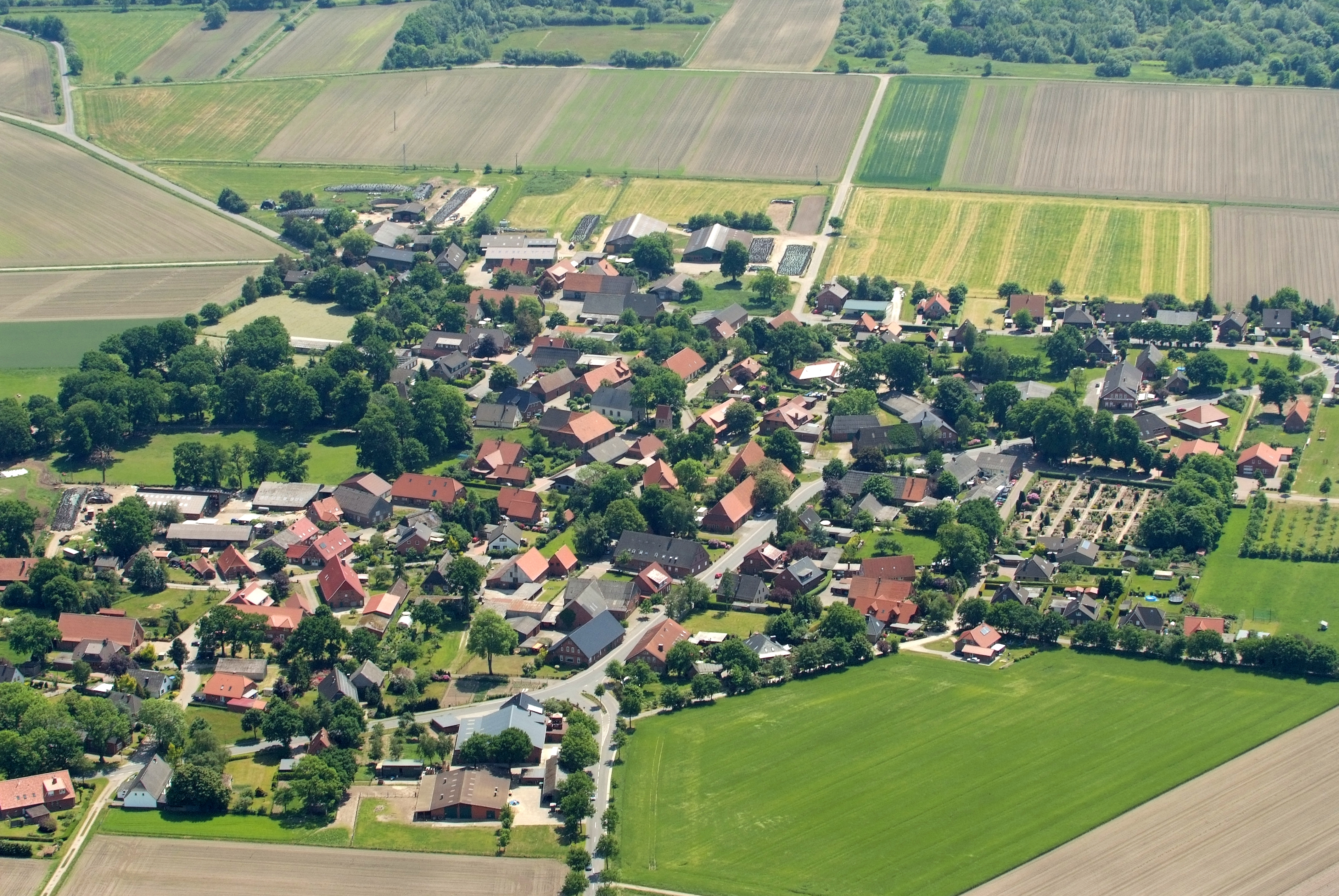
Luftbild von Bramel (2012)

Bramel ist eine Ortschaft in der Einheitsgemeinde Schiffdorf im niedersächsischen Landkreis Cuxhaven.

## Geografie

### Lage
Der Ort liegt an der Kreisstraße 60 zwischen den Ortschaften Schiffdorf und Elmlohe und befindet sich südlich von der Geeste und der Geesteniederung, auch Brameler Polder genannt.

### Nachbarorte
| Spaden               | Laven00Wehden                               | Elmlohe (Stadt Geestland) Elmlohe – Ortsteil Marschkamp (Stadt Geestland) Kührstedt (Stadt Geestland) |
|                      | Kompassrose, die auf Nachbargemeinden zeigt | |
| Ortschaft Schiffdorf |                                             | Sellstedt                                                                                             |

(Quelle:)

## Geschichte
Das Dorf gehörte ursprünglich zum Vieland, einem Gerichtsbezirk und späteren Amt, dem auch Schiffdorf, Wulsdorf und Geestendorf angehörten. Von 1779 bis 1831 gehörte Bramel dann zum Amt Stotel-Vieland, welches schließlich in das Amt Lehe übergegangen ist. Von 1885 bis 1932 gehörte Bramel zum Kreis Geestemünde, ab 1932 zum Landkreis Wesermünde und ab 1977 zum  heutigen Landkreis Cuxhaven. Die Gemarkung Bramel wurde 1876 gebildet. Bereits seit 1840 war das Haufendorf eine Landgemeinde, die 1971 bis 1974 ein Teil der Samtgemeinde Geesteort war.

### Ortsname
Der Name Bramel ist 1185 erstmals, sowie 1202, 1218 und 1280 noch als Bramelo, 1245 und später als Bramell urkundlich nachweisbar. Der Name Bramelo setzt sich aus den Einzelwörtern „brah“ für Ginster und „loh“ für Hain zusammen, was so viel wie „Ginsterhain“ bedeutet.

### Eingemeindungen
Im Zuge der Gebietsreform in Niedersachsen vom 1. März 1974 wurde Bramel in die Einheitsgemeinde Schiffdorf eingegliedert.

### Einwohnerentwicklung
| Jahr | Einwohner | Quelle |
| ---- | --------- | ------ |
| 1910 | 414       | [ 5 ]  |
| 1925 | 418       | [ 6 ]  |
| 1933 | 430       | [ 6 ]  |
| 1939 | 443       | [ 6 ]  |
| 1950 | 782       | [ 7 ]  |
| 1956 | 654       | [ 7 ]  |
| 1961 | 596       | [ 8 ]  |

| Jahr | Einwohner | Quelle |
| ---- | --------- | ------ |
| 1970 | 542       | [ 8 ]  |
| 1973 | 532       | [ 9 ]  |
| 2007 | 704       | [ 10 ] |
| 2014 | 678       | [ 11 ] |
| 2017 | 689       | [ 12 ] |
| 2020 | 706       | [ 13 ] |
| 2022 | 709       | [ 2 ]  |

|  |

## Politik

### Ortsrat
Der Ortsrat setzt sich aus fünf Ratsmitgliedern der folgenden Parteien zusammen:
- CDU: 3 Sitze
- SPD: 1 Sitz
- Gruppe Freie Bürger: 1 Sitz

(Stand: Kommunalwahl 12. September 2021)

### Ortsbürgermeisterin
Die Ortsbürgermeisterin von Bramel ist Marlies Stuthmann (CDU). Ihre Stellvertreter sind Sarah Ohlberger (CDU) und Helmut Schlichte (CDU).

### Wappen

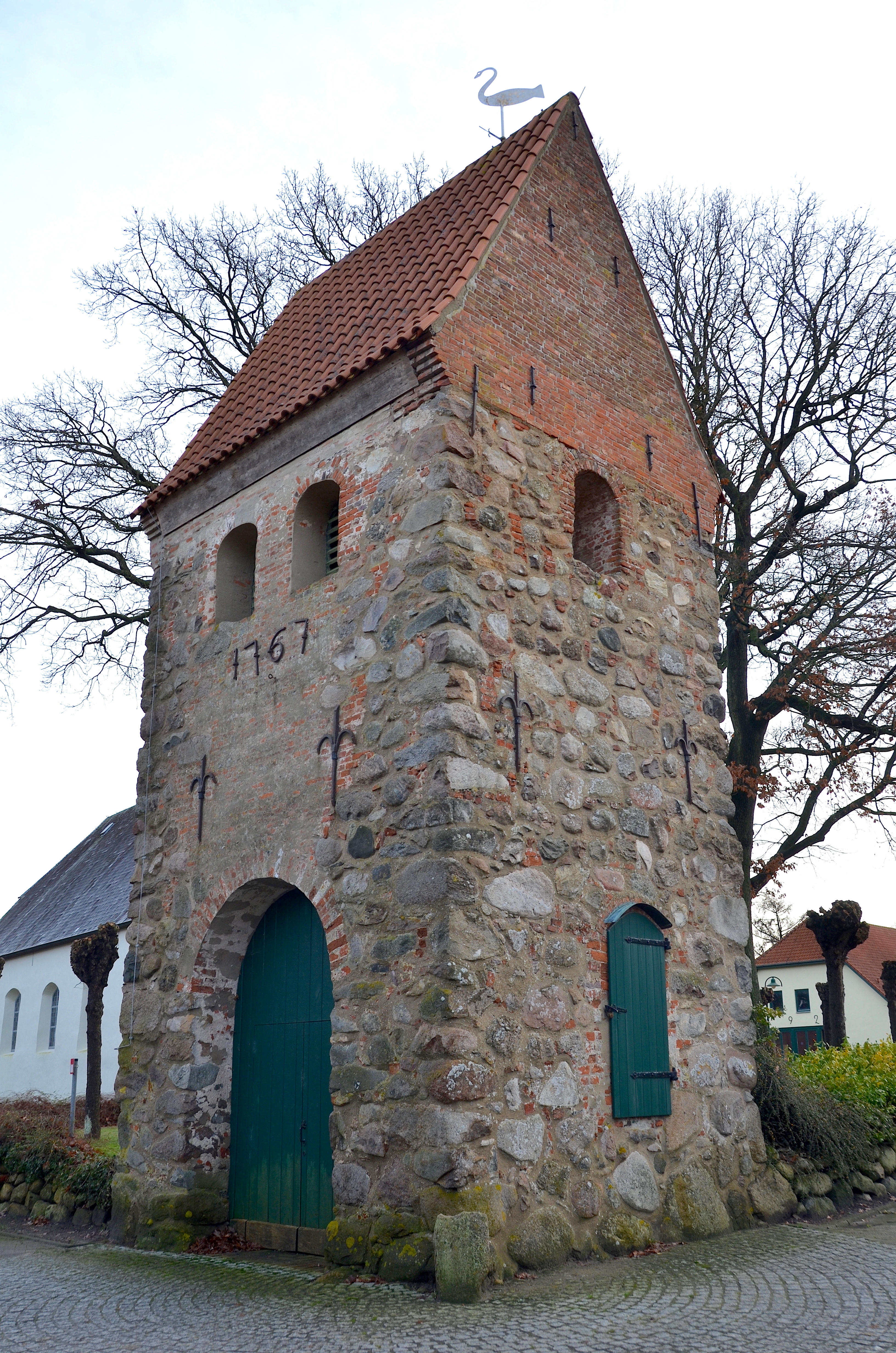
Glockenturm

Der Entwurf des Kommunalwappens von Bramel stammt von dem Heraldiker und Wappenmaler Albert de Badrihaye, der zahlreiche Wappen im Landkreis Cuxhaven erschaffen hat.
| Wappen von Bramel | Blasonierung: „In Grün über silbernem Wellenbalken ein silberner Turm mit rotem Dach.“                                                                          |
| Wappen von Bramel | Wappenbegründung: Der silberne Wellenbalken in Grün weist auf die Geeste und deren Marsch hin, der Turm auf den aus dem 13. Jahrhundert stammenden Glockenturm. |

## Kultur und Sehenswürdigkeiten

### Bauwerke

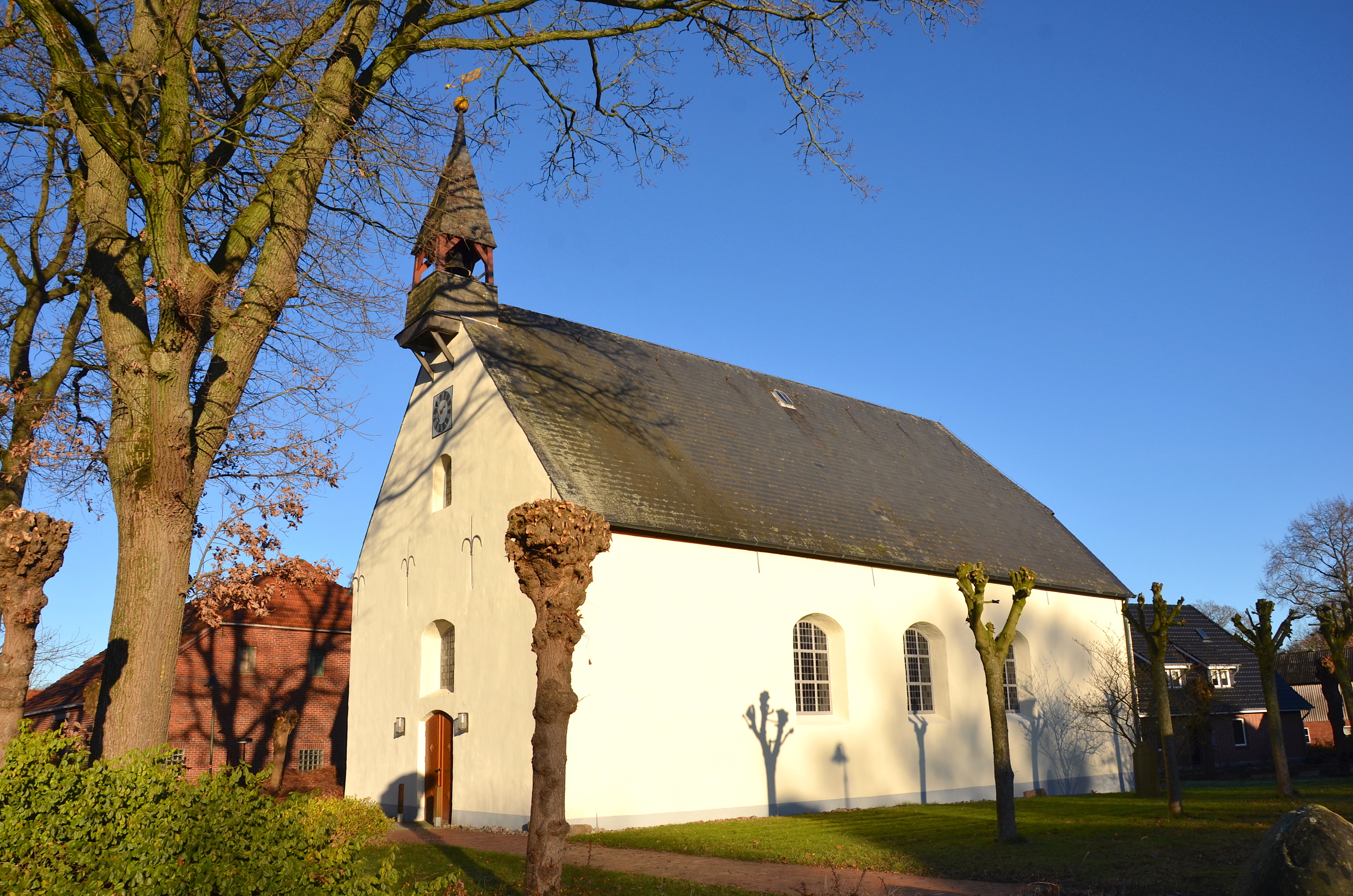
Dreikönigskirche in Bramel

- Ev. Dreikönigskirche als gotische Saalkirche aus verputzten Backsteinen.; Kern aus dem 13. Jahrhundert, 1774 umfassender Umbau, abseitsstehender Glockenturm des Parallelmauertyps, der um 1005 erbaut und 1776 umgebaut worden sein soll.
- Wohn- und Wirtschaftsgebäude Lange Straße 80 von um 1910/14 als Gulfhaus
- Heimathaus des Heimatvereins Bramel

### Denkmäler
In Bramel steht ein Kriegerdenkmal für die Gefallenen und Vermissten aus dem Ersten und Zweiten Weltkrieg.

### Vereine und Verbände
- Brameler Pfoten e. V.
- DRK – Ortsverein Schiffdorf/Bramel
- Fußball Förderverein Bramel e. V.
- Heimatverein Bramel „De Vielanders“ e. V.
- Jagdgenossenschaft Bramel
- Landjugend Bramel
- Reservistenkameradschaft 34
- Schützenverein Bramel e. V.
- Theatergruppe Bramel
- TSV Bramel e. V.

## Wirtschaft und Infrastruktur

### Öffentliche Einrichtungen
- Freiwillige Feuerwehr
- Jugendfeuerwehr
- Kindergarten
- Sportplatz des TSV Bramel
- Mehrzweckhalle
- Schießsportanlage des Schützenvereins Bramel

### Verkehr
Seit Anfang der 1930er-Jahre gibt es eine Autobuslinie der Straßenbahn Bremerhaven-Wesermünde A.-G. Dieser Firmenname wurde 1947 in Verkehrsgesellschaft Bremerhaven AG (VGB) geändert.
Die Buslinie 507 fährt stündlich ab Bramel über Schiffdorf und Bremerhaven nach Spaden.
Das ÖPNV-Angebot wird durch Anruflinientaxi (ALT) und Anrufsammeltaxi (AST) ergänzt.

## Persönlichkeiten
Personen, die mit dem Ort in Verbindung stehen
- Bartelt Immer (* 1956), Orgelbaumeister aus Ostfriesland, er restaurierte 2018 die Orgel der örtlichen Dreikönigskirche

## Sagen und Legenden
| - Maria von Bramel - Die dummen Brameler - Die Brameler bauen eine Kirche - Die Glockenkuhle in Bramel - Die Brameler wollen ihre Kirchenglocke retten - Vom reichen Bramel | - Die Brameler graben einen Brunnen - Wie die Brameler einen Soot ausmaßen - Das kluge Mädchen - Der Steinberg bei Bramel - Das Sündermal oder die Sünderkuhle bei Bramel |

(Quelle:)